# Rubinar

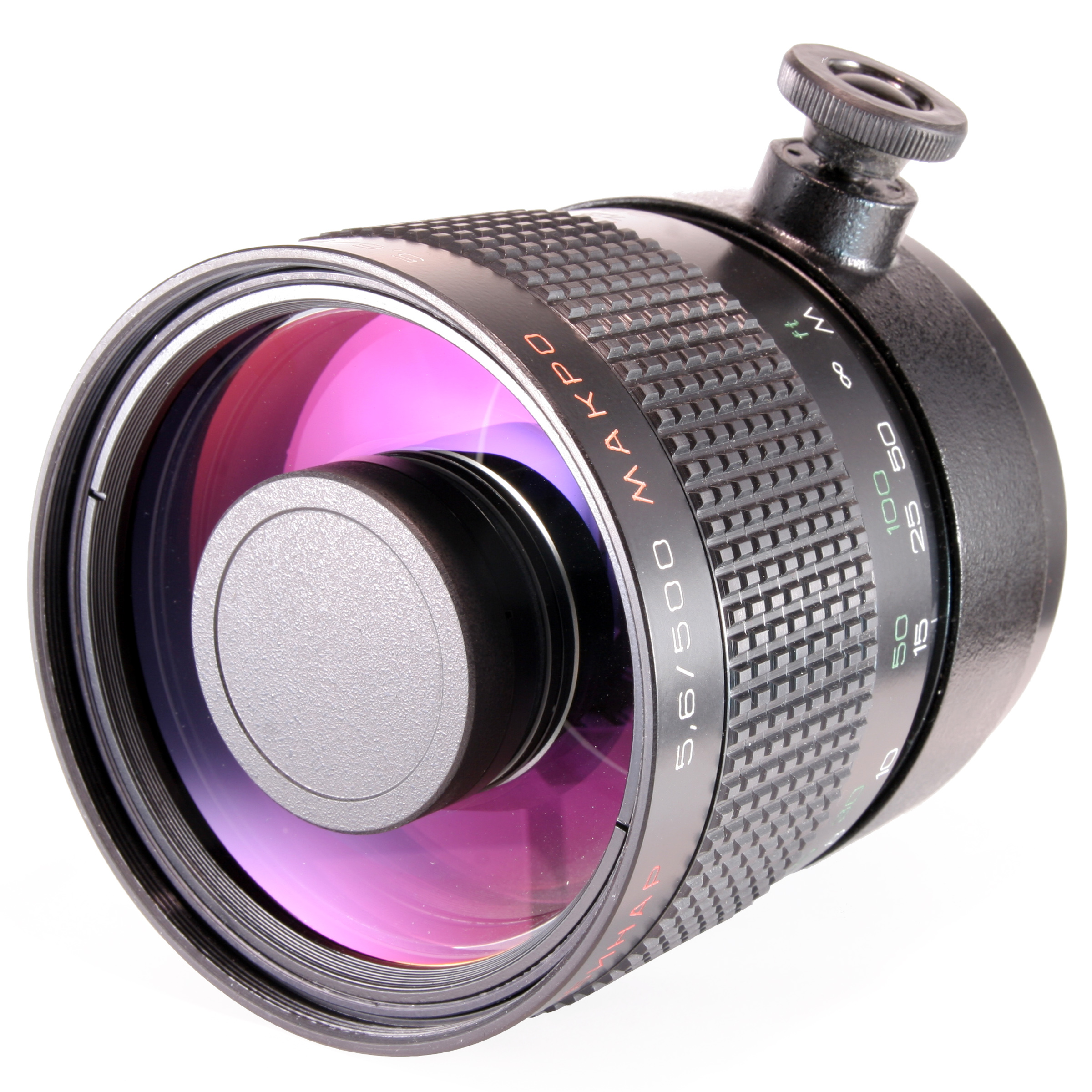
Rubinar 500mm

Rubinar — seria rosyjskich obiektywów zwierciadlanych, produkowanych przez firmę LZOS, mieszczącą się w Łytkarino, o ogniskowych 300 mm (F4.5), 500 mm (F8 lub F5.6), 1000 mm (F10). Ten ostatni jest konkurentem MTO-11CA.